# Leptysma
Leptysma is een geslacht van rechtvleugeligen uit de familie veldsprinkhanen (Acrididae). De wetenschappelijke naam van dit geslacht is voor het eerst geldig gepubliceerd in 1873 door Stål.

## Soorten
Het geslacht Leptysma omvat de volgende soorten:
- Leptysma argentina Bruner, 1906
- Leptysma filiformis Serville, 1838
- Leptysma intermedia Bruner, 1911
- Leptysma marginicollis Serville, 1838
- Leptysma tainan Rehn & Hebard, 1938